# 黄瓜花叶病毒属
黄瓜花叶病毒属（学名：Cucumovirus ）是雀麥花葉病毒科下的一个属。

## 下属物种
本属包括以下物种：
- 黄瓜花叶病毒 Cucumber mosaic virus
- 蛇鞭菊轻型斑驳病毒 Gayfeather mild mottle virus
- 花生矮化病毒 Peanut stunt virus
- 番茄不孕病毒 Tomato aspermy virus ，烟草环斑病毒